# (83464) Irishmccalla
(83464) Irishmccalla est un astéroïde de la ceinture principale.

## Description
(83464) Irishmccalla est un astéroïde de la ceinture principale. Il fut découvert le 19 septembre 2001 à l'observatoire Goodricke-Pigott par Roy A. Tucker. Il présente une orbite caractérisée par un demi-grand axe de 2,94 UA, une excentricité de 0,16 et une inclinaison de 10,8° par rapport à l'écliptique.

## Compléments